# Veronika Bauer
Veronika Elisabeth Bauer (Toronto, 17 de octubre de 1979) es una deportista canadiense que compitió en esquí acrobático, especialista en la prueba de salto aéreo. Ganó dos medallas en el Campeonato Mundial de Esquí Acrobático, oro en 2001 y plata en 2003.

## Medallero internacional
| Campeonato Mundial | Campeonato Mundial           | Campeonato Mundial | Campeonato Mundial |
| Año                | Lugar                        | Medalla            | Competición        |
| ------------------ | ---------------------------- | ------------------ | ------------------ |
| 2001               | Whistler (Canadá)            | Medalla de oro     | Salto aéreo        |
| 2003               | Deer Valley (Estados Unidos) | Medalla de plata   | Salto aéreo        |